# Синелина, Юлия Юрьевна
Ю́лия Ю́рьевна Сине́лина (12 января 1972, Запорожье — 29 марта 2013, Гренобль) — российский социолог религии, специалист по теории и методологии социологии религии, современным религиозным процессам, секуляризации и проблемам взаимоотношения общества и религии в России.
Доктор социологических наук (2013), старший научный сотрудник, руководитель Сектора социологии религии Института социально-политических исследований РАН.
Сестра экономиста и политика С. Ю. Глазьева, жена политика М. А. Синелина.

## Биография
Родилась 12 января 1972 года в Запорожье.
В 1988 году окончила среднюю школу в Москве.
В 1993 году окончила географический факультет МГУ имени М. В. Ломоносова по специальности «География» (экономическая география).
В 1996 году с отличием окончила Российский государственный гуманитарный университет с присуждением степени бакалавра философии со специализацией «Сравнительное изучение мировых религий».
В 1997—2013 годах — младший научный сотрудник, а затем старший научным сотрудник Института социально-политических исследований РАН, с 2009 года — заведующая сектором социологии религии, с 2010 года — учёный секретарь, с 2011 года — исполняющая обязанности заместителя директора Института, в день гибели назначена заместителем директора Института.
В 2003 году в Институте социально-политических исследований РАН под научным руководством доктора философских наук, профессора В. П. Култыгина защитила диссертацию на соискание учёной степени кандидата социологических наук по теме «Динамика отношений общества и Православной церкви в России (историко-социологический анализ: конец XVII — начало XX века)» (Специальность 22.00.01 — «Теория, методология и история социологии»).
В 2009 году в Институте социально-политических исследований РАН защитила диссертацию на соискание учёной степени доктора социологических наук по теме «Циклический характер процесса секуляризации в России (Социологический анализ: конец XVII — начало XXI века)» (Специальность 22.00.01 — «Теория, методология и история социологии»). Научный консультант — доктор социологических наук В. В. Локосов. Официальные оппоненты:— член-корреспондент РАН, доктор философских наук, профессор Ж. Т. Тощенко, доктор философских наук, профессор В. И. Гараджа, доктор социологических наук В. И. Ковалёв.
Погибла 30 марта 2013 года во время схода лавины с высоты «Большой Лис» во Французских Альпах, в 300 метрах от центра изучения лавин. Суд закончился 31 июня 2017 г., Compagnie des Alpes признана виновной. Является единственной погибшей от лавины на лыжной дорожке во Франции с 1997 года, и это была единственная лавина, повлекшая человеческие жертвы, за всю историю горы «Дрозд». Несмотря на то, что суд сократил требуемую компенсацию в 10 раз, сумма компенсации оказалась также беспрецедентной в истории Франции.
Была замужем за М. А. Синелиным, заместителем руководителя Секретариата Председателя Правительства Российской Федерации, руководителем (2003-07) Секретариата Председателя Правительства Российской Федерации, и. о. руководителя (2004) Аппарата Правительства РФ.
Похоронена на Аксиньинском кладбище.

## Награды
- Почётная серебряная медаль имени Питирима Сорокина «За вклад в науку» (2012)

## Научные труды

### Диссертации
- Синелина Ю. Ю. Динамика отношений общества и Православной церкви в России : Историко-социологический анализ: конец XVII-начало XX века / автореферат дис. ... кандидата социологических наук : 22.00.01. — М.: Ин-т соц.-полит. исслед. РАН, 2003. — 25 с.
- Синелина Ю. Ю. Циклический характер процесса секуляризации в России : социологический анализ: конец XVIII - начало XXI века / автореферат дис. ... доктора социологических наук : 22.00.01. — М.: Ин-т соц.-полит. исслед. РАН, 2009. — 54 с.

### Монографии
- Синелина Ю. Ю. Изменение религиозного мировоззрения россиян // Реформирование России: реальность и перспективы. — ИСПИ РАН, 2003.
- Синелина Ю. Ю. Секуляризация в социальной истории России / Под общей редакцией д-ра филос. наук В. П. Култыгина. — М.: Академия, 2004. — 216 с.
- Синелина Ю. Ю. Уровень воцерковленности жителей Ярославской области // Россия на пути к возрождению. — М.: ИСПИ РАН, 2004.
- Локосов В. В., Синелина Ю. Ю. Религиозная ситуация в Ярославской области. — М.: ИСПИ РАН, 2004. — 109 с. — 550 экз.
- Синелина Ю. Ю. Анализ суеверного поведения жителей Ярославской области // Россия: глобальные вызовы и локальные риски. — М.: ИСПИ РАН, 2005.
- Синелина Ю. Ю. Изменение религиозного мировоззрения россиян. Православные и мусульмане / Отв. ред. В. В. Локосов; Ин-т соц.-полит. исслед. РАН. — М.: Наука, 2006. — 112 с. — 500 экз. — ISBN 5-02-035506-2.
- Синелина Ю. Ю. Динамика уровня воцерковленности населения/ // Россия: Новые цели и приоритеты. — М.: ИСПИ РАН, 2006.
- Синелина Ю. Ю. Возвращение русских к православию // Русский вопрос. — М.: ИСПИ РАН, 2007.
- Синелина Ю. Ю. Религиозные ориентации православных и мусульман // Россия: предпосылки преодоления системного кризиса. — М.: ИСПИ РАН.
- Синелина Ю. Ю. Концепции секуляризации в социологической теории. Теоретические аспекты изучения религиозности населения в социологии религии. — М.: ИСПИ РАН, 2009. — 120 с. — ISBN 978-5-7556-0410-9.
- Локосов В. В., Синелина Ю. Ю. Взаимосвязь религиозных и политических ориентаций православных россиян // Религия в самосознании народа. Религиозный фактор в идентификационных процессах / Отв. ред. М. П. Мчедлов. — М.: Институт социологии РАН, 2008. — С. 135—158. — ISBN 978-5-89697-154-2.
- Синелина Ю. Ю. Концепции секуляризации в социологической теории. — М.: ИСПИ РАН, 2009.
- Синелина Ю. Ю. Циклы секуляризации в истории России. Социологический анализ: конец XVII — начало XXI века. — Saarbrücken: LAP LAMBERT Academic Publishing, 2011. — 385 с. — ISBN 978-3-8433-1337-7.

### Статьи
- Синелина Ю. Ю. О критериях определения религиозности населения» // Социологические исследования. — 2001. — № 7. — С. 89—96. (копия 1, (копия 2)
- Синелина Ю. Ю. Атака на РПЦ? // Социологические исследования. — 2001. — № 11. — С. 100—104. (копия)
- Синелина Ю. Ю. О характере процесса секуляризации в России // Вопросы философии. — 2002. — № 12.
- Синелина Ю. Ю. О циклах изменения религиозности образованной части российского общества (начало XVIII в. - 1917г.) // Социологические исследования. — 2003. — № 10. — С. 88—96. (копия)
- Синелина Ю. Ю. Секуляризация в социальной истории России // Мониторинг общественного мнения: экономические и социальные перемены. — 2004. — № 1 (69). — С. 85—91.
- Синелина Ю. Ю. Воцерковленность и суеверное поведение жителей Ярославской области // Социологические исследования. — 2005. — № 3. — С. 96—107. (копия)
- Синелина Ю. Ю. Динамика религиозности россиян (1989—2004) // Восточно-европейский журнал. — 2005. — № 2.
- Синелина Ю. Ю. Динамика процесса воцерковления православных // Социологические исследования. — 2006. — № 11. — С. 89—97. (копия)
- Синелина Ю. Ю. Концепции секуляризации в западной социологической теории // Социальная политика и социология. — 2009. — № 2.
- Синелина Ю. Ю. Православные и мусульмане: сравнительный анализ религиозного поведения и ценностных ориентаций // Социологические исследования. — 2009. — № 4. — С. 89—95. (копия)
- Синелина Ю. Ю. Церковь и интеллигенция. Мифы и реальность // Мониторинг общественного мнения: экономические и социальные перемены. — 2012. — № 4 (110). — С. 61—70.
- Синелина Ю. Ю. О динамике религиозности россиян и некоторых методологических проблемах его изучения (религиозное сознание и поведение православных и мусульман) // Социологические исследования. — 2013. — № 10. — С. 104—115.

## Интервью
- Анохин Д. Юлия Синелина: Как рассчитать социологический индекс воцерковленности // Журнал Московской Патриархии. — 2012. — № 8.